# Naoki Mihara
Naoki Mihara (三原 直樹 Mihara Naoki?, nacido el 19 de junio de 1987 en Tokio) es un exfutbolista japonés. Jugaba de defensa y su último club fue el YSCC Yokohama de Japón.

## Trayectoria

### Clubes
| Club              | País           | Año         |
| ----------------- | -------------- | ----------- |
| Tokyo Verdy       | Japón          | 2006 - 2007 |
| Fagiano Okayama   | Japón          | 2007 - 2009 |
| Rochester Thunder | Estados Unidos | 2010        |
| YSCC Yokohama     | Japón          | 2011        |